# Egyházasdengeleg
Egyházasdengeleg (szlovákul: Gengelág, Dengeleg) község Nógrád vármegyében, a Pásztói járásban.

## Fekvése
A vármegye déli részén, Pásztótól délnyugatra, a Cserhátalján, lankás dombokkal körbevett medencében, Budapesttől 50, Hatvantól 20 kilométer távolságra fekszik.
A községet a Bér-patak szeli át. A felszínen elsősorban üledékek találhatók: homok és agyag.
A közvetlenül határos települések: északkelet felől Kisbágyon, kelet felől Palotás, délkelet felől Héhalom, délnyugat felől Erdőtarcsa, nyugat felől Vanyarc, északnyugat felől pedig Szirák.

### Megközelítése
Csak közúton közelíthető meg, Héhalom felől a 2109-es, Szirák felől pedig a 2129-es útról letérve, mindkét irányból a 21 151-es számú mellékúton. Pásztóról, Apcról, Hatvanból, Budapestről. Gödöllőről és Szirákról naponta több autóbuszjárattal is elérhető.

## Története
Egyházasdengeleg kisközség Nógrád vármegye délkeleti részén található. A középkorban a vármegyének ezt a részét, amely a váci püspökséghez tartozott, Kisnógrádnak nevezték. Dengeleg területe 1574 hektár. A területet és a falut is a Bér- (a középkorban Dengeleg-) patak osztja hosszában ketté. Dél és nyugat felől az Ilka- (vagy Hangács-, vagy Tarcsi-) patak medre a határ. A két patak közötti szerencsés elhelyezkedés meghatározza a község flóráját és faunáját. Ezt fejezi ki a község címere is, a búzakalásszal és a csoroszlyával. A címer motívumai egy 18. századi dengelegi pecsétről származnak, és jól mutatják az akkori lakosság életvitelét.
Egyházasdengeleg neve ilyen alakjában csak 1905-től hivatalos. Azelőtt majd ezer esztendőn át Dengeleg volt a neve. Az elnevezés alapszava a dinga, denga, dinka szó, amely szláv eredetű és egy piros szőlőfajtát jelöl. Az első elnevezést a patak kaphatta, méghozzá a honfoglaló magyaroktól, s jelentése: patak, amelynek partján denga nevű szőlősök vannak. Ejtése, hangalakja: Dengelegy. A patakról kaphatta nevét a település, s azt megőrizte egy évezreden keresztül.
A község területén az i. e. 3. században kelták éltek. Híres az egyházasdengelegi kelta pénzlelet, amely 80 érméből áll, a maga nemében a legnagyobb az országban, s közülük 11 darab ellenjeggyel ellátott, Audeleontos feliratú. A bevert ellenjegy az érme hátlapján látszó ló hasa alatt van.
A község területét a 11. század végén a francia származású Kökényes-Radnót nemzetség birtokolta. A helység és a terület birtoklásáról 1221-ből származó okiratban találjuk az első írásos említést. A község határának első leírása 1246-ból származik. 1315-ben a falut a Szent Imre-templommal együtt Kelyanus mester (de genere Kokenesrenold) fiai Kelyanus és Benedek elajándékozzák rokonuknak (Kökényes nembeli Terényi) Bolchard fia Reynoldusnak. Reynoldus leszármazottai a 15. század végéig voltak Dengeleg tulajdonosai és ők kezdték magukat a birtokról Dengeleginek (Dengeleghy) nevezni. Innen kezdődően Dengeleget kuriális faluként említik.
A 15. század végén Dengeleg a Rhédey család birtoka, de Rhédey László 1484. november 27-én elzálogosította a falut Putnoki Zsigmondnak.
A község első írásos említésénél régebbi a katolikus templom, amely a 11–12. század fordulóján, a Szent Imre-kultusz idején épülhetett. Akkor lett plébániává, amely megszakítás nélkül fennállt a törökök bejöveteléig. A mai napig fennmaradt műemléképület, amelyet a harmadik évezred első éveiben restauráltak és szenteltek újjá, román stílusú, amelynek vannak gótikus és barokk jegyei is, bizonyságául annak, hogy fennállása óta a mai napig állandóan használták a hívek. A 16–18. században a katolikus és az evangélikus felekezet is itt tartotta istentiszteleteit. Az építmény keletelt. Az ablakok keskenyek, a kapu félköríves záródású, amely felett egészen kicsi, háromkaréjos, primitív rózsaablak töri át a főhomlokzatot. Kidolgozása és három karéja is a korai gótikus templomok motívuma, Magyarországon nincs párja.
A törökök Dengeleget 1544-ben foglalták el, s a falu szerepel is az 1546-os adóösszeírásukban, amely szerint a község lakói igen jó körülmények között éltek, hisz a családfők 63%-át kötelezték dzsizje-adó és kapuadó fizetésére, s ez az átlagos arányszám felett áll. A török uralom alatt terjedt el a reformáció a tájon, amit a török nem ellenzett. Az evangélikus vallás felvételével még javultak a gazdasági mutatók is.
A török kiűzése komoly gazdasági visszaesést jelentett. A lakosság száma is megcsappant, rövid időre el is néptelenedett a falu, de már a 17. század utolsó évtizedében újra lakott, a Szent Imre-templom pedig jól fedett volt.

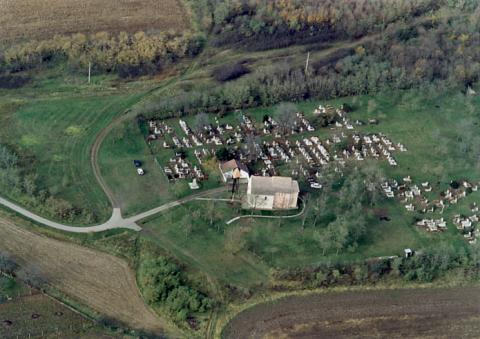

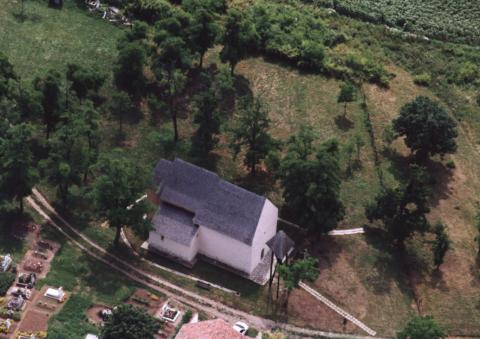

Kisnógrád újratelepítésére a 18. század elején került sor. Dengeleg betelepítői a Podmaniczky család volt. Ők telepítettek felvidéki birtokaikról szlovák jobbágyokat, s ettől kezdődően Dengeleg kétnyelvű településsé lett. A Podmaniczkyakhoz nemcsak a falu újjászületése köthető, hanem az első dengelegi evangélikus elemi iskola megindítása is, amely 1703-ban kezdte meg működését, s megszakítás nélkül azóta is fennáll. Felekezeti iskolaként 1948-ig, az iskolák államosításáig működött. A katolikus elemi iskola 1849-ben alakult.
A 18. század elején, a Rákóczi-szabadságharc idején 1708 júniusában Dengelegen táborozott Bercsényi Miklós. A nagyságos fejedelem, II. Rákóczi Ferenc lőrinci táborából a hónap huszadik napján a lovasság egy részével Dengelegre jött, itt tanácskozott Bercsényivel.
A Rákóczi-szabadságharc után királyi rendeletre 1717. augusztus 15-én a nógrádi evangélikus esperesség gyűlésén megszüntették a dengelegi anyaegyházat. Szirák leányegyházaként él tovább a gyülekezet. Két templomot is építettek, az elsőt 1787-ben, báró Jeszenszky Sándor kurátorsága, a másodikat 1837-ben báró Podmaniczky Mihály kurátorsága idején. Ez a templom ma is áll, műemlék. Az épület jellege barokkos, az oltár késő barokk, copf elemekkel, két-két toszkán kőoszlopon nyugvó háromszögletű toszkán párkányzattal előcsarnokot képez. Az oltár alját, ahová a hívek alkalomadtán, különösen úrvacsora idején letérdepelnek, olajszínű tölgyfából mesterileg kifaragott copf stílusú bábos rácsozat veszi körül, melynek nevezetessége, hogy felenként egy-egy darabból áll, s hogy készítője ismeretlen dengelegi ácsmester, akinek hagyatéka szerint hírét őrzi keze munkája, adománya.
A nógrádi esperességi gyülekezet 1865. május 11-én alapította meg újra a dengelegi evangélikus anyaegyházat, amelynek első felügyelője Plachy Tamás földbirtokos, első lelkésze pedig Valentinyi Sámuel volt. A gyülekezet azóta is fennáll.
Az első és a második világháborúban Dengelegről 38-an hősi halált haltak. Jelképes sírjuk a temetőben áll, U. Szegedi Árpád hatvani festő- és szobrászművész tervei és felügyelete alapján a község lakosai maguk építették meg. Felszentelésére 2000-ben, a millenniumi ünnepségek keretében került sor.
A rendszerváltozás után Dengeleg legelőször is általános iskoláját hozta vissza a körzetesítésből. Azt az intézményt élesztették fel tetszhalálából, amelyik a 250 éves evangélikus és az évszázados katolikus iskolák jogutódja. Az 1990. szeptember 30-án megtartott önkormányzati választásokon a község lakói képviselőiket, polgármesterüket megválasztva, feléleszthették évszázadokon át tartó önállóságukat.
A második évezred utolsó évtizedében korszerű telefon, víz- és földgázhálózat épült ki a faluban, új épületet emeltek a napközi otthonos óvodának, új orvosi rendelő, új halottasház készült, megújult az iskolaépület, a községháza, az evangélikus és a katolikus templom. Dengeleg utcái mind aszfaltborításúak, minden házban, minden telken ott van a víz- és gázcsonk.

## Közélete

### Polgármesterei
- 1990–1994: Kovács Tibor (Faluvédő Egyesület Egyházasdengeleg)[3]
- 1994–1998: Kovács Tibor (független)[4]
- 1998–2002: Kovács Tibor (független)[5]
- 2002–2006: Kovács Tibor (független)[6]
- 2006–2010: Zsiga Tamás (független)[7]
- 2010–2013: Zsiga Tamás (független)[8]
- 2013–2014: Berkes Balázs (független)[9]
- 2014–2019: Berkes Balázs (független)[10]
- 2019–2024: Berkes Balázs (független)[11]
- 2024– : Berkes Balázs (független)[1]

A településen 2013. április 21-én időközi polgármester-választást tartottak, az előző polgármester lemondása miatt.

## Népessége
A település népességének változása:
| Lakosok száma | 484  | 470  | 464  | 393  | 408  | 392  | 419  |
|               | 2013 | 2014 | 2015 | 2021 | 2022 | 2023 | 2024 |

2001-ben a település lakosságának 86%-a magyar, 10%-a szlovák, 4%-a cigány nemzetiségűnek vallotta magát.
A 2011-es népszámlálás során a lakosok 98,3%-a magyarnak, 8,9% cigánynak, 0,2% németnek, 29,5% szlováknak, 0,2% ukránnak mondta magát (1,7% nem nyilatkozott; a kettős identitások miatt a végösszeg nagyobb lehet 100%-nál). A vallási megoszlás a következő volt: római katolikus 32,6%, református 1,9%, evangélikus 52,1%, görögkatolikus 0,6%, felekezeten kívüli 7,3% (3,7% nem nyilatkozott).
2022-ben a lakosság 94,1%-a vallotta magát magyarnak, 12,5% szlováknak, 4,7% cigánynak, 0,7% ukránnak, 0,5% németnek, 0,2% bolgárnak, 1,5% egyéb, nem hazai nemzetiségűnek (5,9% nem nyilatkozott; a kettős identitások miatt a végösszeg nagyobb lehet 100%-nál). Vallásuk szerint 40,7% volt evangélikus, 22,8% római katolikus, 0,7% református, 1,2% egyéb keresztény, 0,7% egyéb katolikus, 5,9% felekezeten kívüli (27,7% nem válaszolt).

## Nevezetességei

### A római katolikus templom
A dengelegi, Szent Imre nevére szentelt templom a falu központjától keletre, a temető dombján áll. A későbbi feljegyzések szerint 1322-ben épült román stílusban, a középkorban gótikus bővítéssel. 1710-ben átalakították. Homlokzati fala felett elhelyezkedő kis tornyocskája már 1722-ben létezett, orgonáját 1760 körül készítették. Harangjai az utóbbi évtizedekben a tetőtérben voltak, majd a legutóbbi helyreállításkor a templom előtt felállított, modern haranglábra telepítették őket. Ekkor a templom kis huszártornyát és a fa karzatot elbontották, a tetőt zsindellyel fedték. A templom egyhajós, megközelítően keletelt, torony nélküli. A román stílusú részhez tartozik az eredeti, egyenesen záródó szentély és a régebbi, ma szentélynek használt templomhajó.

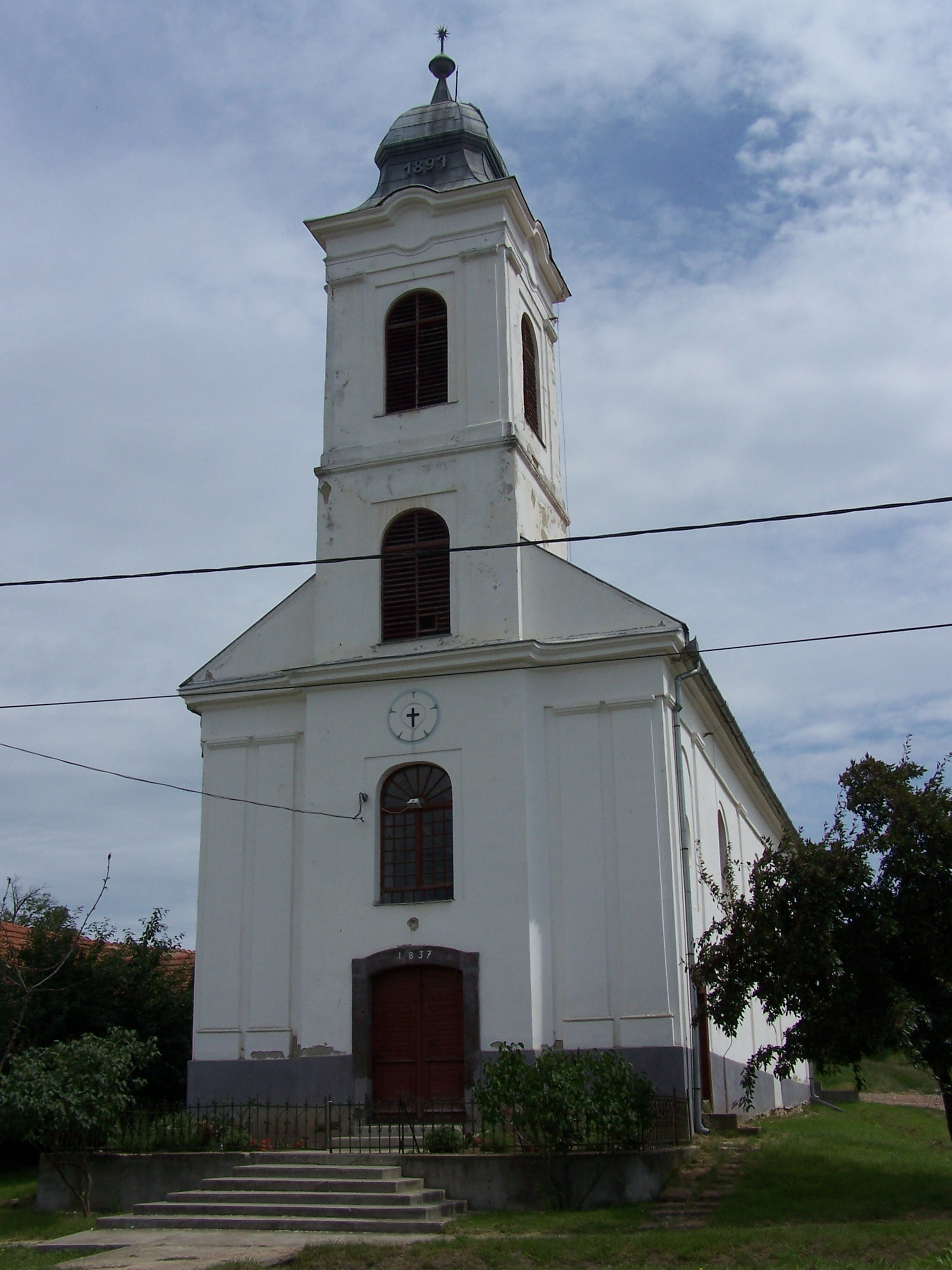
Evangélikus templom

A román stílusú rész falazata tégla. A falat a szentélynél és a déli falon öt keskeny, lőrésszerű, külső-belső rézsűvel kiképzett ablak töri át. A nyugati oldal gótikus bővítése terméskő; hajója az eredetinél szélesebb; az egykori román hajórészhez sekrestyét toldottak. A gótikus hajó főhomlokzatán van a félköríves, kőkeretes bejárat, mintegy méternyire felette kőből faragott szemöldökpárkány, az oromfal közepén kis, egyszerű rózsaablak. A román kori hajó és szentély közé félköríves hevedert építettek, a két, különböző korú épületrész közé pedig hornyolt, csúcsíves diadalívet. Szószéke népies, barokk, orgonáját ma nem használják. Szentélyének mai berendezése fából készült, rusztikus. Északi falában csúcsíves szentségtartó fülke látható, középkori falképtöredékei még feltáratlanok.

### Az evangélikus templom
Egyházasdengeleg evangélikus templomának első említése 1655-ből való, akkor a község az ellen tiltakozott, hogy templomát katolikusnak mondják ki. Az 1931-es Canonica Visitatió szerint a falu temploma 1787-ben a korábbi imaház helyén épült újjá. A mai templomot 1837-ben építették és 1865-ig Szirák fíliája volt. Épített főoltára a 19. század első évtizedeiből való. A klasszicista stílusú templom egyhajós, megközelítően keletelt, középtornyos.
A főhomlokzat középrésze enyhén előreugrik, e rizalit folytatásaként emelkedik ki a sima oromzatok közül a toronytest. A téglalap alakú hajó mindkét oldalfalát 5-5 falpillér tagolja, szentélye egyeneszáródású. Főbejárata szegmentív záródású, kőkeretében az építés évszámával. A toronyfeljáró a déli oldalról nyílik. Toronycsarnoka dongaboltozatos, a hajó sík mennyezetű. Karzatát két erőteljes toszkán fejezetű pillér tartja, mellvédje középen enyhén kihajlik. A karzat és a toronyfeljáró fa csigalépcsős. Főoltára copf stílusú.

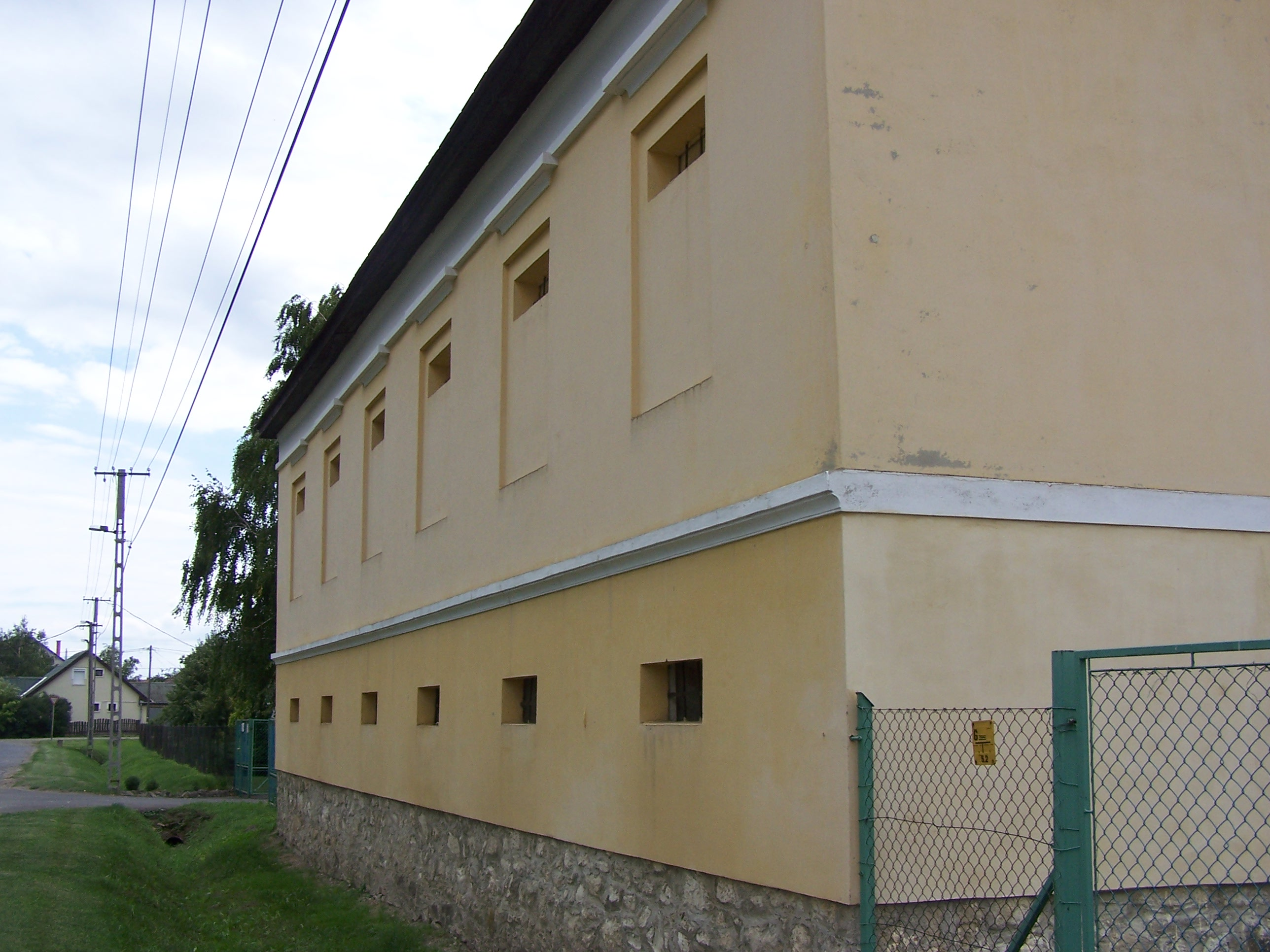
Magtár

### A magtár
A klasszicista jellegű épületet valószínűleg a Podmaniczky család építtette 1830–40 között. A második világháború után a tsz kezelésébe került, s előbb magtárként, majd az emeletén rongybontó üzemként funkcionált. A téglalap alakú, kontyolt tetős, emeletes épület bejárata a délnyugati falon nyílik, s ezen, illetve az átellenes oldalon helyezkednek el keskeny, rácsos ablakai is. Az emeletek között, melyekre kétkarú falépcső vezet, egyszerű övpárkány húzódik. Lépcsőháza dongaboltozatos. A földszinti és emeleti tárolótér pillérsorokkal megosztott, háromhajós. Mindkét szinten a pilléreket kosáríves hossz- és haránthevederek kötik össze.